# Crise do apagão
A crise do apagão foi uma crise nacional ocorrida no Brasil, que afetou o fornecimento e distribuição de energia elétrica. Ocorreu  entre 1 de julho de 2001 e 19 de fevereiro de 2002, durante o segundo mandato do presidente Fernando Henrique Cardoso.

## Causas
A crise ocorreu por uma soma de fatores: as poucas chuvas, a falta de planejamento e ausência de investimentos em geração e transmissão de energia. Com a escassez de chuva, o nível de água dos reservatórios das hidrelétricas baixou, comprometendo a produção de energia elétrica.
O consumo de energia elétrica cresceu 49% entre 1990 e 2000, enquanto a capacidade instalada cresceu 39%. A falta de investimento teve origem nos governos Sarney e Fernando Collor.
À época, 89,6% da energia elétrica brasileira tinha origem hídrica.

## Racionamento

### Antecedentes
No início da crise, levantou-se a hipótese de que talvez se tornasse necessário fazer longos cortes forçados de energia elétrica em todo Brasil. Estes cortes forçados, ou blecautes, foram apelidados pela imprensa de apagões.

Foi editada a Medida Provisória nº 2.147/2001, criando a Câmara de Gestão da Crise de Energia Elétrica, do Conselho de Governo, e estabelecendo diretrizes para programas de enfrentamento da crise de energia.

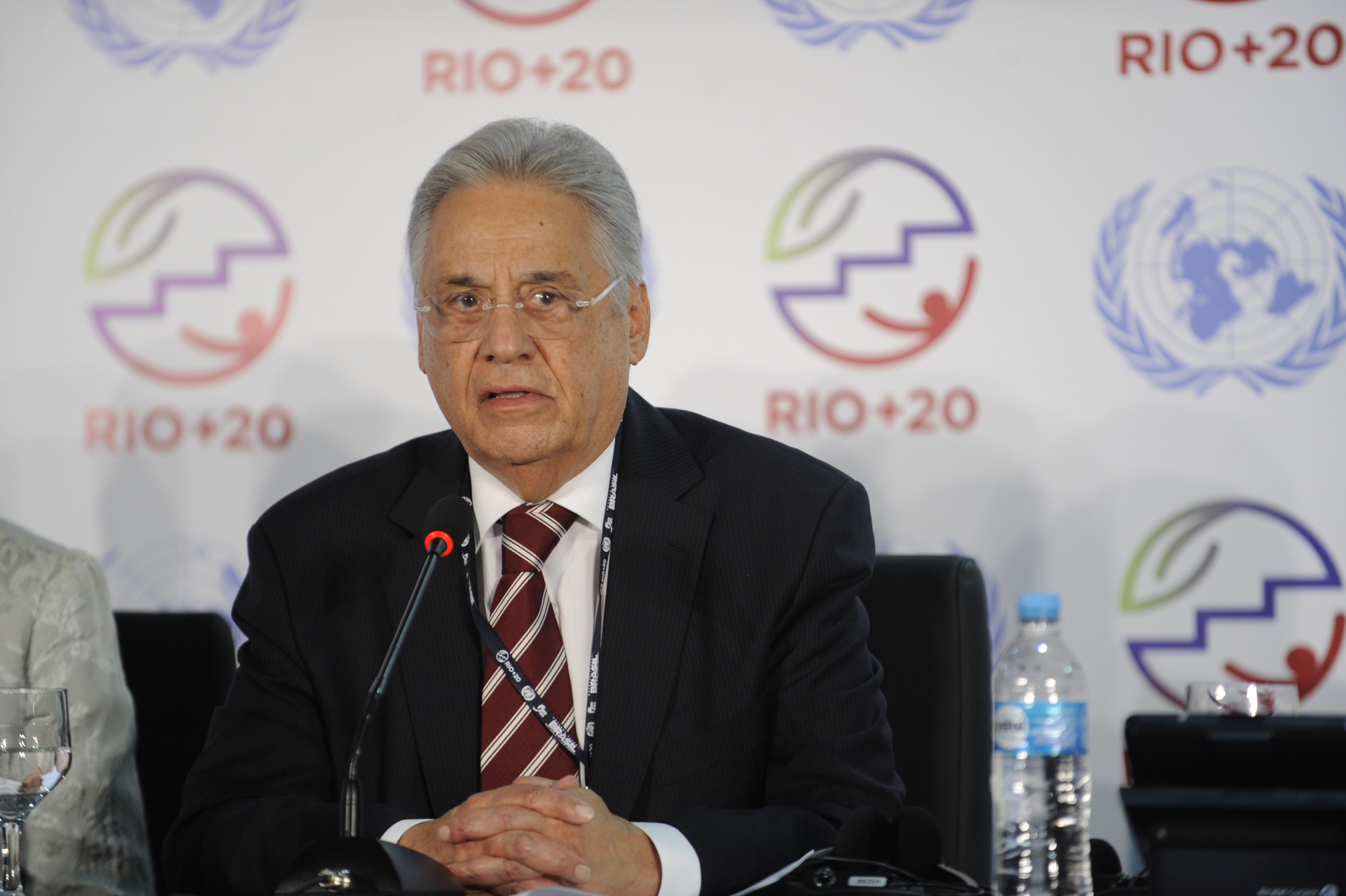
Fernando Henrique Cardoso, presidente do Brasil durante o período.

A situação energética levou à necessidade urgente de cortar em 20% o consumo de eletricidade consumidores residenciais e industriais no Distrito Federal e em mais 16 estados das regiões Sudeste, Centro-Oeste e Nordeste, e parte da região Norte. Na região Sul não houve racionamento, tendo em vista que suas represas estavam cheias e houvera retomada de investimentos no setor.
O racionamento teve seu início antecipado para 16 de maio de 2001 (a previsão inicial era o dia 1ª de junho), com um terço da iluminação pública das ruas tendo sido apagada.
Em 4 de junho, começam as restrições obrigatórias paras as famílias, afetando 32,3 milhões de residências, enquanto que o racionamento obrigatório para as indústrias e o comércio começou em 1º de julho de 2001.

### Medidas
Estipularam-se benefícios aos consumidores que cumprissem a meta e punições como multa e corte de energia para quem não conseguisse reduzir seu consumo de luz. 
Houve a redução da iluminação pública de ruas, monumentos, peças de publicidade e fachadas de prédios públicos federais. Foram suspensos eventos esportivos a partir das 18h.
Foi proibido o fornecimento de energia para a realização de atividades esportivas, shows, festas, exposições, circos, parques de diversão e rodeios durante a noite.
Os serviços essenciais à população, como hospitais e delegacias, ficaram de fora do racionamento.
Os consumidores residenciais cuja média mensal de consumo dos meses de maio, junho e julho de 2000 fosse de até 100 kWh deveriam observar uma meta de até 100% da média mensal, não havendo necessidade de redução. Para qualquer valor acima dessa faixa, a meta de redução consumo era de 20%. Para as contas de energia superiores a 200 kWh, havia uma cobrança de 50% a mais sobre o que excedesse esse nível. Para contas acima de 500 kWh, a sobretaxa era de 200%. Os consumidores que descumprissem a meta mensal fixada estavam sujeitos à suspensão do fornecimento de energia elétrica.
Os consumidores comerciais, industriais, do setor de serviços e outras atividades deveriam observar meta de consumo de energia elétrica setenta e cinco e oitenta e cinco  da média do consumo mensal verificado nos meses de maio, junho e julho de 2000, conforme a classificação das suas atividades na Medida Provisória.
Ocorreram mudanças comportamentais na população, como troca de equipamentos e adoção de lâmpadas mais econômicas.

### Consequências
Na época, previa-se grande possibilidade de ocorrer cortes de grandes dimensões no país, sobretudo nas grandes cidades e adotaram-se diversas medidas de racionamento, que produziram severas perdas na economia brasileira, que cresceu apenas 1,42% em 2001, quando tinha crescido 4,4% em 2000.
Auditoria do Tribunal de Contas da União (TCU), publicada em 15 de julho de 2009 mostrou que o apagão elétrico gerou um prejuízo ao Tesouro de R$ 45,2 bilhões. O ex-ministro Delfim Netto calcula que cada brasileiro perdeu R$ 320 com o apagão.
Em 21 de janeiro de 2002, um blecaute na região centro-sul causado pelo rompimento de um cabo entre a Usina Hidrelétrica de Ilha Solteira e Araraquara deixou o Distrito Federal e dez estados brasileiros sem energia elétrica por algumas horas. Tal evento não teve qualquer relação causal com a falta de água e o racionamento ainda em vigor no país.
Depois da recuperação de chuvas, o racionamento foi encerrado em 19 de fevereiro de 2002.
O bom resultado da campanha de racionamento foi suficiente para evitar os cortes de energia.Embora os cortes não tenham acontecido, o termo apagão foi popularizado pela oposição ao governo. A crise energética somada à crise financeira então vigente no país contribuiu para a perda de popularidade de Fernando Henrique, que culminou com a eleição de Luiz Inácio Lula da Silva na eleição presidencial de 2002.

## Mudanças na política energética

### Programa Prioritário de Termelétricas
Com o agravamento da crise de energia do país, o Ministério de Minas e Energia (MME) criou Programa Prioritário de Termelétricas (PPT) em fevereiro de 2000, com o objetivo estimular a construção de usinas movidas a gás natural e carvão mineral, com prazo médio de implantação de 24 meses.
Quando o programa foi lançado, havia 49 projetos, com capacidade instalada total de 15 mil MW - o seria capaz de trazer um aumento de 40% da potência do parque gerador brasileiro, na época. Estavam previstos investimentos de US$ 12 bilhões.
O programa estabelecia condições atrativas para investimentos em termelétricas a gás natural, como o preço especial do gás natural reajustado anualmente; garantia de compra de energia pelas distribuidoras; e linha especial de financiamento do BNDES.
A implantação do PPT enfrentou dificuldades, como a aquisição de turbinas no mercado internacional (sobrecarregado de encomendas) até a questão cambial O preço do gás natural, que seria fornecido pela Petrobras, acompanhava a variação do dólar. Apesar disso, as variações cambiais não poderiam ser repassadas às tarifas. Além disso, as poucas usinas em implantação tinham participação da Petrobras (dona do gás e das instalações de transporte).
Posteriormente, o Ministério de Minas e Energia divulgou o Programa Emergencial de Termelétricas (PET), que envolvia a construção de usinas térmicas e a expansão da capacidade daquelas já em operação, com um total de 12 empreendimentos, quase todos com participação da Petrobras. 
Foram construídas 21 usinas termelétricas por meio do PPT, comoː a Usina Termelétrica TermoRio, Usina Termelétrica Seropédica, Usina Termelétrica Termomacaé, Usina Termelétrica Nova Piratininga, Usina Termelétrica Norte Fluminense, Usina Termelétrica de Ibirité, Usina Termelétrica de Três Lagoas, a modernização da Usina Termelétrica de Santa Cruz, a Usina Termelétrica de Canoas, Usina Termelétrica Termopernambuco, Usina Termelétrica Termoceará, Usina Termelétrica do Vale do Açu. Apenas seis entraram em operação até 2002.

### Construção de linhas de transmissão
Após a crise do apagão, o governo investiu na construção de linhas de transmissão de energia elétrica. Durante a crise, não havia linhas de transmissão suficientes para levar a energia da Região Sul, onde os reservatórios estavam cheios, para o Sudeste e o Nordeste. 

### Novas usinas hidrelétricas
Também foi promovida a construção de usinas hidrelétricas na Amazônia para garantir uma produção contínua estável de energia elétrica no final da década de 2000 e durante a década de 2010. A construção dessas usinas esteve envolvida em fortes debates, em razão dos impactos sociais e ambientais. Entre as usinas que foram construídas estão Santo Antônio, Jirau e Belo Monte.